# Khánh Hòa (An Giang)
Khánh Hòa is een xã in het district Châu Phú, een van de districten in de Vietnamese provincie An Giang in de Mekong-delta. Khánh Hòa ligt op de westelijke oever van de Hậu, even ten noorden van Mỹ Đức.